# 善行団地

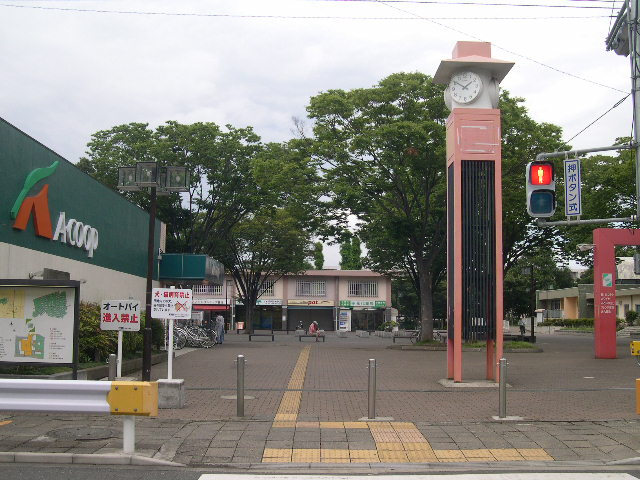
マーケット付近

善行団地（ぜんぎょうだんち）は、神奈川県藤沢市にある団地。都市再生機構（通称：UR都市機構）によって供給・管理されている。同地の町名でもあり、住居表示実施済み区域。

## 歴史
1962年（昭和37年）から1966年（同41年）にかけて、当時の日本住宅公団によって建設された。
1965年（昭和40年）11月16日に「藤沢唐池郵便局」が置かれた。2005年9月5日に「藤沢善行団地内郵便局」と改称されている。
隣接する敷地には、1988年（同63年）に善行第二団地が、1990年（平成2年）に善行第三団地が、1991年（同3年）に善行第四団地がそれぞれ建設されている。URにおける管理上では、善行・第二・第三・第四はそれぞれ独立した別の団地として扱われているが、1987年（昭和62年）11月8日に実施された住居表示は同じ「善行団地」で、住棟番号も同街区であれば連番となっている。

### 町名の変遷
| 実施後   | 実施年月日    | 実施前（特記なければ各字名ともその一部）                                       |
| -------- | ------------- | ------------------------------------------------------------------------------ |
| 善行団地 | 1987年11月8日 | 大字藤沢字中原・字唐池、大字石川字色子、大字大庭字唐池、大字稲荷字唐池（全域） |

## 地理
街区は第二-第四団地まで含めて7つに区分けされているが、うち第6街区は全域が藤沢市立善行小学校の敷地であるため、住棟は存在しない。
団地内を東西に通るバス通りにより、1・4・7街区を含む南地区と、2・3・5街区を含む北地区とに大きくわかれる。南地区の小学生は大越小学校、北地区の小学生は善行小学校に通う。善行小学校とバス通りを挟んで目の前にある7街区の小学生も遠い大越小学校に通うことになる。これはバス通りを渡るのが危険であるという判断からとのこと。
以前、3街区には大きな谷間がある芝生の空き地があった。谷間の隅には排水トンネルのようなものが存在し、森へと続いていた。これは善行団地造成前の面影が残るものだったが、現在では埋め立てられて善行第三団地が建っている。なお、3街区のマーケットがある商店周辺には、藤沢善行団地内郵便局が存在している。かつては有人出張所である横浜銀行善行出張所がおかれていたが、2011年現在は無人出張所である同行善行団地出張所に置き換えられている。
2街区東端より数十メートルの距離に第弐聖佳幼稚園が存在したが、閉園となっている。
最寄り駅である善行駅から団地へは直線距離はさほど遠くないが、中間に谷が存在するため、徒歩で往復すると行き・帰りどちらも勾配のきつい坂を上らなければならない。そのため、善行駅からは神奈川中央交通の路線バスが短距離ながら比較的頻繁に発着している。

## 構成
- 1街区（1-12号棟）
- 2街区（1-17号棟、うち17号棟は善行第四団地）
- 3街区（1-22号棟、うち14-19号棟は店舗・医療機関・郵便局、20-22号棟は善行第三団地）
- 4街区（1-10号棟、うち10号棟は善行第二団地）
- 5街区（1-12号棟）
- 6街区（善行小学校敷地のため住棟なし）
- 7街区（1-11号棟）

## 世帯数と人口
2023年（令和5年）9月1日現在（藤沢市発表）の世帯数と人口は以下の通りである。
| 町丁     | 世帯数    | 人口    |
| -------- | --------- | ------- |
| 善行団地 | 2,370世帯 | 3,943人 |

### 人口の変遷
国勢調査による人口の推移。
| 年                 | 人口  |
| ------------------ | ----- |
| 1995年（平成7年）  | 6,797 |
| 2000年（平成12年） | 5,915 |
| 2005年（平成17年） | 5,156 |
| 2010年（平成22年） | 4,661 |
| 2015年（平成27年） | 4,317 |
| 2020年（令和2年）  | 4,105 |

### 世帯数の変遷
国勢調査による世帯数の推移。
| 年                 | 世帯数 |
| ------------------ | ------ |
| 1995年（平成7年）  | 2,425  |
| 2000年（平成12年） | 2,347  |
| 2005年（平成17年） | 2,360  |
| 2010年（平成22年） | 2,344  |
| 2015年（平成27年） | 2,319  |
| 2020年（令和2年）  | 2,339  |

## 学区
市立小・中学校に通う場合、学区は以下の通りとなる（2015年6月時点）。
| 番地       | 小学校             | 中学校             |
| ---------- | ------------------ | ------------------ |
| 1・4・7    | 藤沢市立大越小学校 | 藤沢市立善行中学校 |
| 2・3・5・6 | 藤沢市立善行小学校 | 藤沢市立善行中学校 |

## 事業所
2021年（令和3年）現在の経済センサス調査による事業所数と従業員数は以下の通りである。
| 町丁     | 事業所数 | 従業員数 |
| -------- | -------- | -------- |
| 善行団地 | 16事業所 | 195人    |

### 事業者数の変遷
経済センサスによる事業所数の推移。
| 年                 | 事業者数 |
| ------------------ | -------- |
| 2016年（平成28年） | 13       |
| 2021年（令和3年）  | 16       |

### 従業員数の変遷
経済センサスによる従業員数の推移。
| 年                 | 従業員数 |
| ------------------ | -------- |
| 2016年（平成28年） | 129      |
| 2021年（令和3年）  | 195      |

## 交通

### 鉄道
- 小田急江ノ島線 善行駅
善行駅より藤沢方面を臨むと小規模だが小田急江ノ島線唯一のトンネルがある。

### バス
- 神奈川中央交通
  - [善01] 善行駅-団地入口-マーケット前-善行団地
最短ルートで結ぶ系統、深夜バスあり
途中坂が急な区間を通るため、積雪時にはルート変更した例が過去にある。
  - [善04] 善行駅-善行台-富士見台-2街区グラウンド前-マーケット前-善行団地
通称・北回り。団地北地区の利便性向上と、周辺地域の開発進展のため誕生した系統
  - [善05] 善行駅 → 善行坂 → 善行団地 → 団地入口 → 善行駅 (13時まで)
  - [善06] 善行駅 → 団地入口 → 善行団地 → 善行坂 → 善行駅 (13時以降)
北回りの路線を2013年7月のダイヤ改正で団地以南まで延長し、循環系統としたもの

## その他

### 日本郵便
- 郵便番号 : 251-0877[3]（集配局 : 藤沢郵便局[18]）。